# Vô thức tập thể

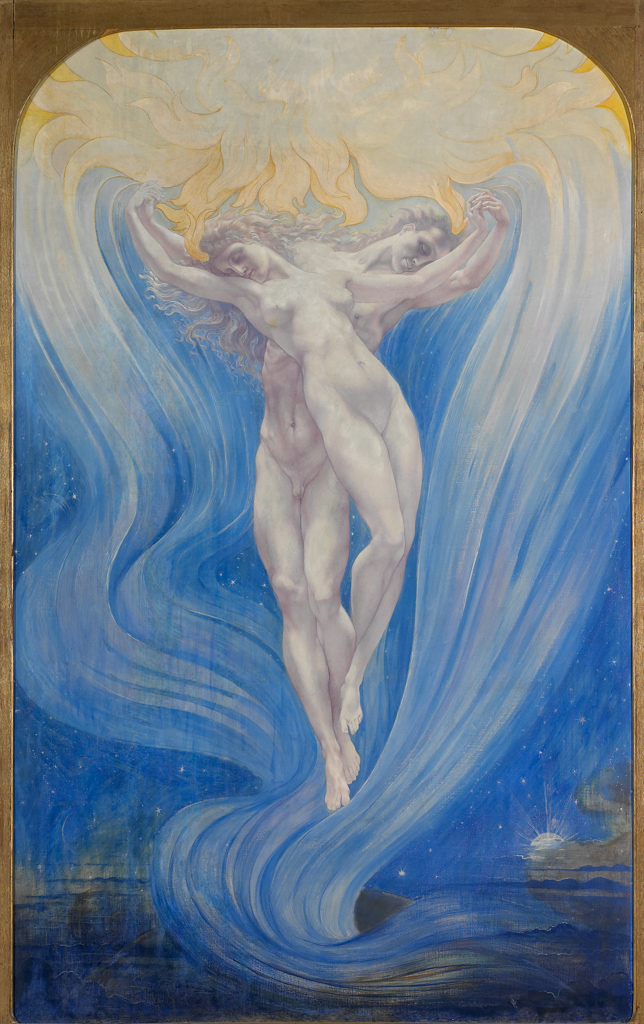
Nhân tố Nữ tính và Nam tính trong sâu thẳm vô thức mỗi con người

Vô thức tập thể (Collective unconscious/Kollektives Unbewusstes) là một thuật ngữ do nhà tâm thần học Carl Jung đặt ra chỉ về một niềm tin rằng tâm trí vô thức bao gồm bản năng của nguyên mẫu Jung (hình mẫu cổ xưa) vốn những biểu tượng bẩm sinh được nhận biết từ khi sinh ra ở tất cả con người. Khái niệm này đề cập đến một tầng sâu sắc của vô thức con người, chứa đựng những kinh nghiệm và hình ảnh nguyên mẫu (Archetypes) được thừa hưởng, kế thừa từ tổ tiên loài người. Carl Jung coi vô thức tập thể là nền tảng và bao quanh tâm trí vô thức, phân biệt nó với vô thức cá nhân của phân tâm học Freud. Ông tin rằng khái niệm vô thức tập thể giúp giải thích tại sao những đề tài và chủ đề tương tự lại xuất hiện trong các thần thoại trên khắp thế giới. Ông lập luận rằng vô thức tập thể có ảnh hưởng sâu sắc đến cuộc sống của mỗi cá nhân, những người sống theo các biểu tượng của nó và khoác lên chúng ý nghĩa thông qua trải nghiệm của họ, lý giải vì sao nhiều cá nhân khác nhau lại hành xử giống nhau. Ông cho rằng bên dưới vô thức cá nhân (hình thành từ trải nghiệm riêng của mỗi người) là một tầng sâu hơn, chứa đựng những ký ức, kinh nghiệm và hình mẫu được thừa hưởng, di truyền qua nhiều thế hệ của nhân loại thông qua những nguyên mẫu cổ xưa mà mọi người, bất kể chủng tộc hay văn hóa, đều chia sẻ chung kho tàng vô thức tập thể này, chúng là những "cấu trúc rỗng" bẩm sinh, và mỗi nền văn hóa sẽ "lấp đầy" chúng bằng những hình ảnh, biểu tượng và câu chuyện riêng, đặc sắc và phong phú của mình.
Thực hành tâm lý trị liệu của tâm lý học phân tích xoay quanh việc xem xét mối quan hệ của bệnh nhân với vô thức tập thể. Nhà tâm thần học và nhà phân tích theo trường phái Jung là Lionel Corbett lập luận rằng các thuật ngữ đương đại "tâm lý tự chủ" hoặc "tâm lý khách quan" được sử dụng phổ biến hơn ngày nay trong thực hành tâm lý học chiều sâu thay vì thuật ngữ truyền thống "vô thức tập thể". Những người chỉ trích khái niệm vô thức tập thể gọi nó là phi khoa học và mang tính định mệnh, hoặc rất khó để kiểm chứng một cách khoa học (do khía cạnh huyền bí của vô thức tập thể). Những người ủng hộ cho rằng điều này được chứng minh bằng những phát hiện của tâm lý học, khoa học thần kinh và nhân chủng học. Thuật ngữ "vô thức tập thể" lần đầu tiên xuất hiện trong bài luận "Cấu trúc của vô thức" (The Structure of the Unconscious) của Carl Jung năm 1916. Bài luận này phân biệt giữa vô thức "cá nhân" vốn bị thúc đẩy bởi ham muốn (Libido), theo trường phái Freud, chứa đầy những tưởng tượng tình dục và hình ảnh bị kìm nén, và vô thức "tập thể" bao gồm tâm hồn của nhân loại nói chung.

## Các nguyên mẫu
Nhà tâm thần học Carl Jung đã đề xuất nhiều hình ảnh nguyên mẫu (Archetypes) còn gọi là hình mẫu cổ xưa, hình tượng sơ khai) khác nhau, mà ông tin rằng chúng là những cấu trúc bẩm sinh của vô thức tập thể, định hình cách từng người trải nghiệm và phản ứng với thế giới mà con người có được từ tổ tiên xa xưa. Các hình ảnh nguyên mẫu này không phải là những hình ảnh cụ thể mà là những "khuôn mẫu" hoặc "mô hình" tinh thần có xu hướng biểu hiện dưới nhiều dạng khác nhau trong văn hóa, thần thoại, giấc mơ và hành vi của con người. Một số hình ảnh nguyên mẫu quan trọng có thể kể đến như:

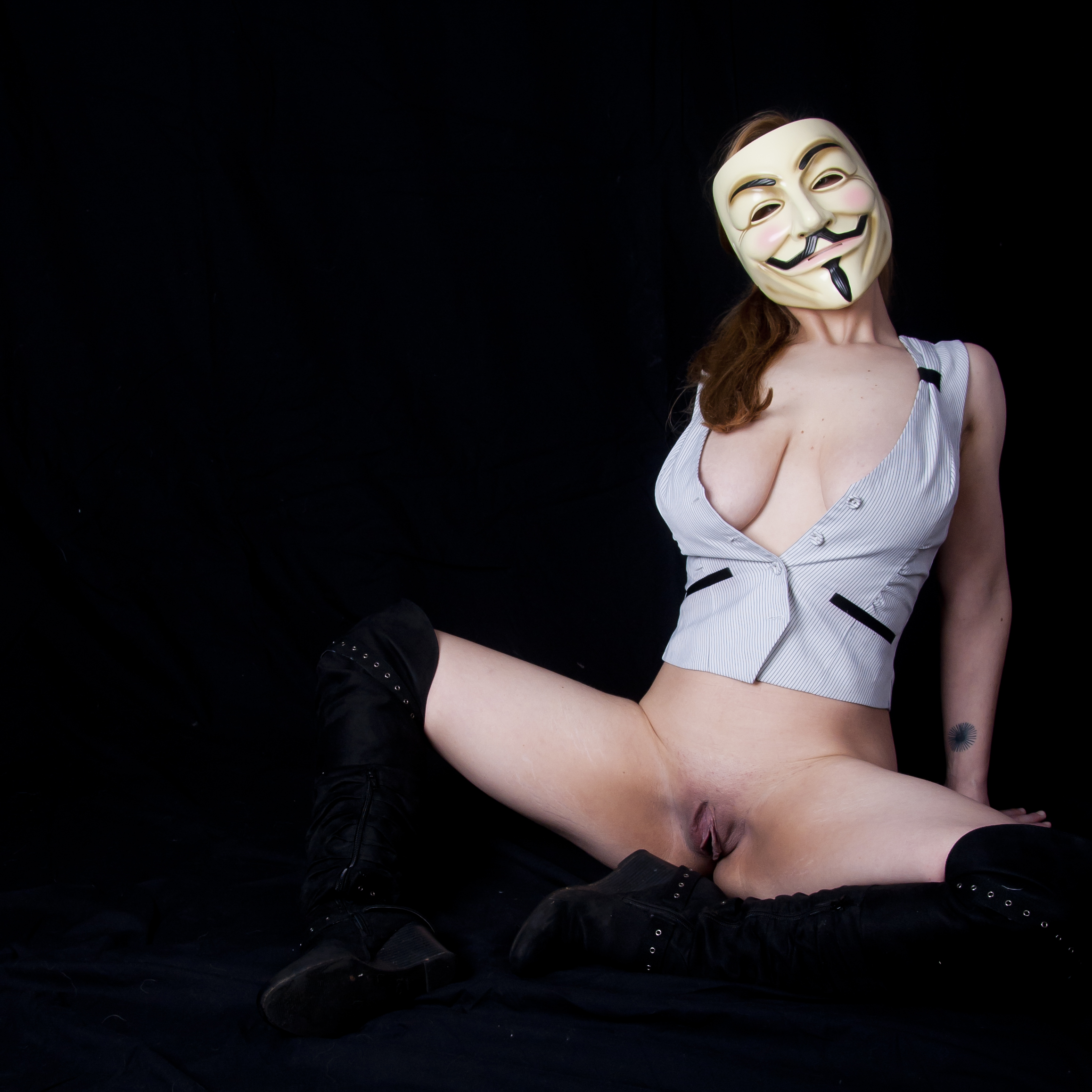
Mặt tối nội tâm (Shadow) của những ham muốn thể xác thầm kín mà người ta phải cố che dấu, kìm nén và chối bỏ, bởi trong cuộc sống hàng ngày họ phải mang chiếc mặt nạ xã hội (Persona) vỏ bọc về sự đức hạnh, sự đoan trang từ những phép tắc và áp lực từ các mối quan hệ xã giao khuôn sáo

- Mặt nạ xã hội (Persona) là "bộ mặt"/"vỏ bọc"/"vẻ bề ngoài" mà người ta trình diện cho thế giới bên ngoài, bao gồm vai trò xã hội, thể diện, kỳ vọng và những khía cạnh của bản thân mà người ta muốn người khác nhìn thấy, giúp cá nhân đó hòa nhập với xã hội (hình ảnh của một người chồng mẫu mực, vào vai một người đàn ông tốt, một phụ nữ tiết hạnh, đoan trang, đóng vai "vợ hiền dâu thảo", "con ngoan trò giỏi", "tốt đời đẹp đạo"), nhưng nếu quá phụ thuộc vào nó ("nhập vai"), người ta có thể đánh mất bản chất thật của mình, dẫn đến sự che dấu "con người thật" và là biểu hiện của thói đạo đức giả, nguỵ quân tử.
- Mặt tối nội tâm (Shadow) là khía cạnh "tối tăm" trong sâu thẳm của vô thức cá nhân, thế giới ngầm chứa đựng những đặc điểm, cảm xúc, và bản năng mà người ta không muốn thừa nhận hoặc đã kìm nén, chối bỏ. Mặt tối hắc ám, những góc khuất tâm sinh lý có thể bao gồm cả những khía cạnh tiêu cực (như sự ích kỷ, giận dữ, đê hèn, đốn mạt, ham muốn, ám ảnh tình dục, phóng đãng, bệnh hoạn, biến thái) và những khía cạnh tích cực nhưng bị bỏ qua (sự sáng tạo, phá cách). Mặt tối, góc khuất trong nội tâm con người sẽ được người ta phóng chiếu (Projection) ra bên ngoài thông qua cơ chế "đổ lỗi" cho người khác và sự phán xét đối với người khác (sự gán ghép, quy chụp, áp đặt, vu vạ, thành kiến, đánh giá, trông thấy kẻ thù khắp mọi nơi) về những cái, những thứ mà chính bản thân mình đang cố chối bỏ, kìm nén, không dám đối diện. Việc đối diện với vực sâu bóng tối và hòa nhập với Mặt tối là một phần quan trọng của quá trình bản thân hóa của từng người đưa đến sự toàn vẹn về nội tâm.
- Anima và animus (Nguyên mẫu nữ tính và Nguyên mẫu nam tính): 
  - Cái Anima (âm tính) là hình ảnh nữ tính bên trong vô thức của người đàn ông (sự yếu đuối nội tâm bên trong cái bề ngoài nam tính), đại diện cho những phẩm chất như cảm xúc, trực giác, sự nhạy cảm và sự sáng tạo. Nó không chỉ là một hình ảnh đơn lẻ mà là một sự tổng hợp của tất cả những trải nghiệm mà một người đàn ông đã có với phụ nữ trong đời (đặc biệt là người mẹ), kết hợp với hình mẫu nữ phổ quát được di truyền từ vô thức tập thể. Khi một người đàn ông không ý thức được về Anima của mình, nó có thể gây ra nhiều vấn đề trong đó có sự phóng chiếu hình ảnh Anima của mình lên một người phụ nữ thực tế, lý tưởng hóa cô ta một cách mù quáng, tôn sùng, đưa cô ta lên "bệ thờ" và rồi thất vọng cay đắng khi cô ta không như "nữ thần" trong tưởng tượng. Khi bị Anima tiêu cực chiếm hữu, người đàn ông có thể trở nên ủ rũ, thất thường, đa cảm một cách bệnh hoạn, ghen tuông vặt vãnh và dễ bị tổn thương, đắng lòng, sầu bi luỵ.
  - Cái Animus (dương tính) là hình ảnh nam tính thô ráp bên trong vô thức của người phụ nữ (sự thô ráp bên trong sự mềm mại, như sự nổi loạn bên trong bề ngoài sự đoan trang, đức hạnh, yếu đuối) nó thể hiện những phẩm chất như lý trí, sức mạnh, sự quyết đoán và khả năng hành động. Khi một người phụ nữ không ý thức về Animus của mình có thể bị nó chiếm hữu. Cô ta có thể trở nên giáo điều, thích tranh cãi, áp đặt và cực kỳ bướng bỉnh. Trong các mối quan hệ, cô ta có thể "phóng chiếu" Animus của mình lên một người đàn ông, bị thu hút một cách vô thức bởi những người thể hiện các phẩm chất mà cô khao khát nhưng chưa dám bộc lộ được ở bản thân.
- Cái bản ngã (Self) hay cái bản thân, cái "Tôi" là hình ảnh nguyên mẫu quan trọng và đại diện cho sự toàn vẹn và thống nhất của toàn bộ tâm hồn, bao gồm cả ý thức và vô thức. "Bản thân" là mục tiêu cuối cùng của quá trình cá nhân hóa, là sự hiện thực hóa tiềm năng cao nhất của một người. Nó thường biểu hiện thông qua các biểu tượng như Mạn Đà La (mandala), hình tròn hoặc các biểu tượng của sự trọn vẹn. Mục đích của cuộc sống là nhận diện được bản thân chính mình (trả lời cho câu hỏi: "Tôi là ai"?, "Tôi sinh ra vì mục đích gì"?, "ý nghĩa của Tôi là gì"? "Tôi sẽ đi về đâu"?). Bản thân là một nguyên mẫu đại diện cho quá trình vượt qua chính mình, và như thế mọi khía cạnh nhân cách của một con người nên được biểu diễn một cách quân bình. Khi còn trẻ, người ta quá bận tâm đến cái tôi và quan tâm quá nhiều về "Mặt nạ vỏ bọc", khi trưởng thành, cá nhân sẽ không còn thấy đó là điều cần thiết, thế là cá nhân có cơ hội tập trung vào bản thân của mình.

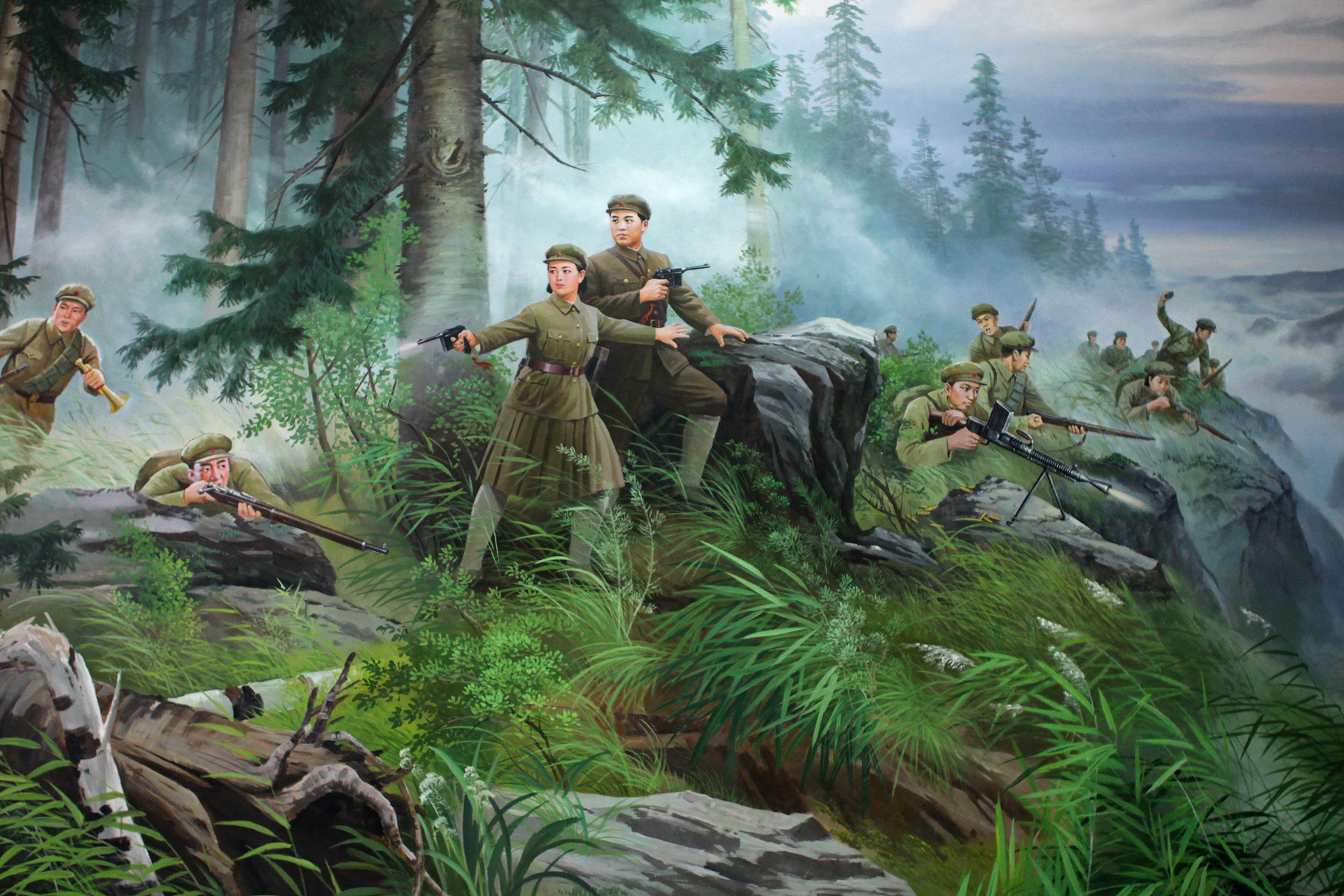
Hình tượng Người mẹ vĩ đại trong tranh tuyên truyền của Bắc Triều Tiên, cũng là biểu tượng của chủ nghĩa anh hùng

- Người Mẹ Vĩ Đại (The Great Mother) xuất hiện trong các câu chuyện thần thoại, truyện cổ tích và văn hóa (hình tượng Mẫu thần) là biểu tượng cho sự nuôi dưỡng, chăm sóc, sinh sản, nhưng cũng có thể là sự hủy diệt và nuốt chửng.
- Ông lão thông thái (The Wise Old Man) đại diện cho sự khôn ngoan, kiến thức, sự hướng dẫn và trải nghiệm.
- Anh hùng (Hero) tượng trưng cho sự dũng cảm, dũng khí, ý chí và nghị lực kiên cường đấu tranh vượt qua khó khăn, gian khổ, không quản hy sinh và đạt được thành tựu, thành công và sự nghiệp. Hành trình của người anh hùng là một motif phổ biến trong nhiều câu chuyện, và người hùng cũng là nhân vật chính của các câu chuyện đóng vai trò nhân vật chính diện đối lập với nhân vật phản diện tượng trưng cho cái ác, kẻ xấu.
- Thiếu nữ ngây thơ (Maiden) biểu tượng cho sự ngây thơ, thuần khiết, vô tội, vẻ đẹp và tiềm năng chưa được khai phá.
- Đứa trẻ thần thánh biểu tượng cho sự khởi đầu mới, tiềm năng, sự ngây thơ, nhưng cũng là sự phụ thuộc và dễ bị tổn thương (hình mẫu Đứa trẻ bên trong bạn hay nhân vật kiểu mẫu Con trai cưng của mẹ).
- Nữ hoàng (The Queen) là nguyên mẫu đại diện cho quyền lực, sự tự tin, khả năng lãnh đạo và quản lý. Người phụ nữ mang năng lượng này có khả năng xây dựng và duy trì các mối quan hệ, tạo ra trật tự và sự ổn định.
- Nữ thợ săn (The Huntress/Artemis) là nguyên mẫu biểu thị cho sự độc lập, tự chủ, khả năng tập trung vào mục tiêu và sự kết nối với thiên nhiên. Nguyên mẫu này không bị ràng buộc bởi các mối quan hệ truyền thống.
- Người tình (The Lover/Aphrodite) là nguyên mẫu đại diện cho đam mê, sự sáng tạo, khả năng kết nối sâu sắc về mặt cảm xúc và thể chất.
- Nguyên mẫu Người chữa lành (Healer) hoặc Người săn sóc (Caregiver): Người thấu cảm thường có xu hướng tự nhiên muốn giúp đỡ và xoa dịu nỗi đau của người khác, điều này cộng hưởng với các nguyên mẫu này. Họ có thể cảm thấy có trách nhiệm với cảm xúc của người khác và muốn mang lại sự cân bằng

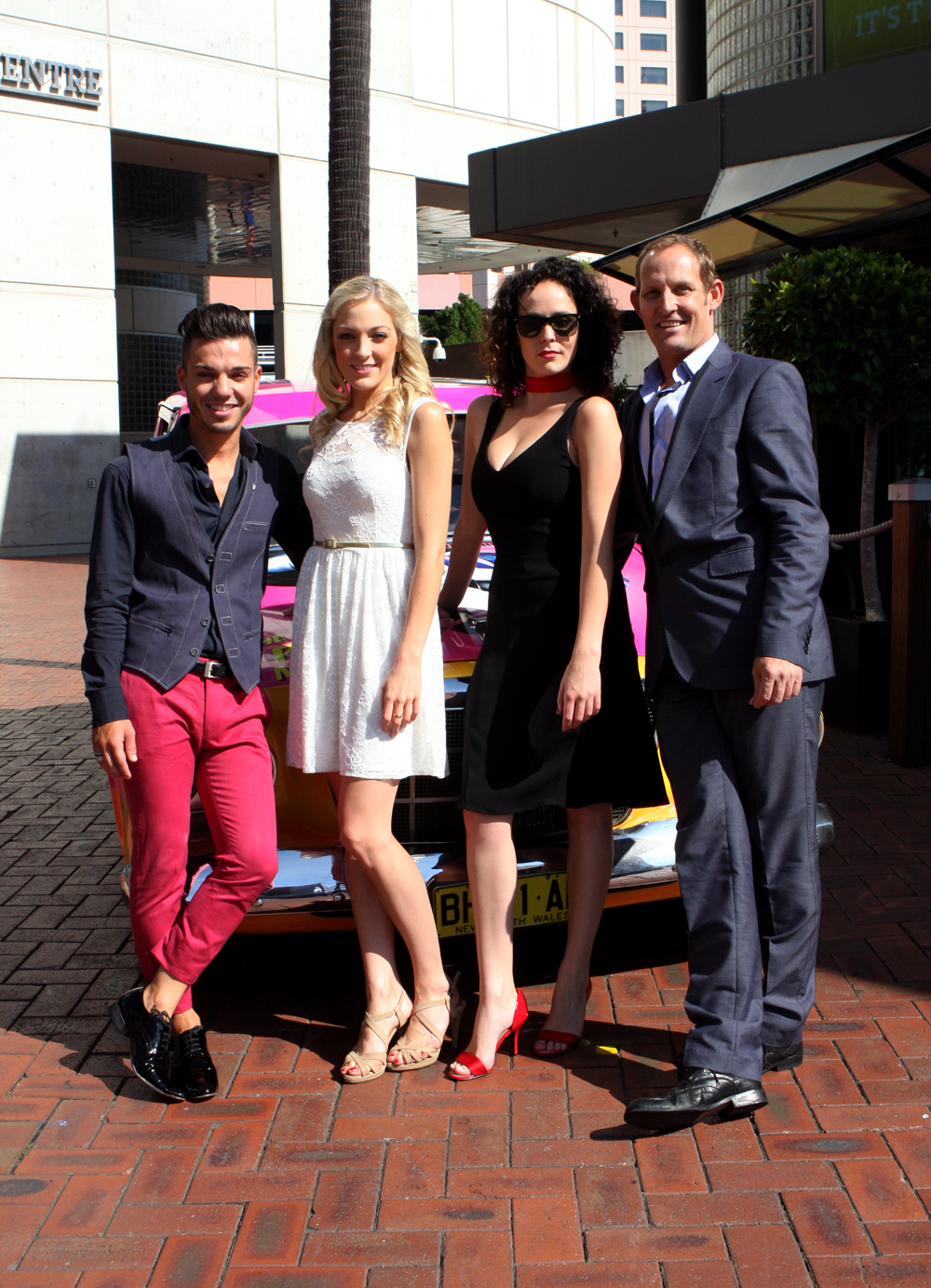
Nhiều phụ nữ thích hẹn hò và say đắm với mẫu trai hư, đểu cáng trâng tráo, những gã tồi (hình tượng "The Trickster"), thay vì những chàng trai tốt bụng, lịch thiệp

- Kẻ lường gạt (The Trickster) đại diện cho sự nhiễu nhương, hỗn loạn, phá vỡ các quy tắc, nhưng cũng có thể mang lại sự thay đổi và những hiểu biết mới thông qua sự nghịch ngợm, trêu đùa, phá đám, gây rắc rối. Điều này đưa đến một tâm lý là phụ nữ thích và bị thu hút bởi "trai hư" (Bad boy)[6][7][8][9]. Những lý giải từ việc các cô gái thường có sự nổi loạn ẩn giấu bên trong và việc hẹn hò với những chàng trai tồi, những gã hư hỏng, tay dân chơi, sở khanh sẽ giúp họ giải phóng điều đó, dù kết cuộc có thể cay đắng, tủi nhục. Animus là nguyên mẫu nam tính trong vô thức của phụ nữ, đại diện cho sự quyết đoán, độc lập, sức mạnh, và liều lĩnh. Trong một xã hội mà phụ nữ thường được khuyến khích trở nên nữ tính "ngoan hiền", dịu dàng, né tránh xung đột, những phẩm chất mạnh mẽ của Animus có thể bị dồn nén, chối bỏ. Trai đểu chính là hiện thân sống động của một Animus nguyên thủy, hoang dã chưa được thuần hóa vì anh ta tự do, bất cần, dám phá vỡ quy tắc, và có một năng lượng giới tính mạnh mẽ, đó là sự hấp dẫn từ "Mặt tối" vì sức cuốn hút của những chàng trai đểu cáng còn đến từ tình trạng hỗn loạn về mặt cảm xúc mà họ mang lại[10].

Khi một người phụ nữ chưa nhận diện và tích hợp được sức mạnh Animus của chính mình, cô ấy sẽ bị thu hút một cách vô thức bởi người đàn ông thể hiện những phẩm chất đó ra bên ngoài. Cô ta "phóng chiếu" tiềm năng bị dồn nén của mình lên anh ta, sự "hư hỏng", phong trần của anh ta trở nên hấp dẫn vì nó tượng trưng cho sự tự do và sức mạnh mà cô ấy khao khát trong vô thức, mặc kệ và bất chấp hậu quả và hệ lụy. Trai hư đại diện cho những gì bị cấm đoán, nguy hiểm và kích thích, phiêu lưu và hứng thú, trong khi, một người sống quá lâu trong cái "Mặt nạ" (Persona) chỉn chu, an toàn và có trật tự, cố tỏ ra hoàn hảo với bề ngoài của một người đàn ông tốt sẽ đưa đến cảm giác nhàm chán, tẻ nhạt, đơn điệu, dễ đoán và thiếu sức sống. Để duy trì cái mặt nạ "trai tốt", người đàn ông phải dồn nén toàn bộ "Mặt tối" của mình như sự nóng giận, "hung hăng", tính chiếm hữu, và cả năng lượng giới tính nguyên thủy, từ sự dối lòng đó anh ta trở nên thiếu đường nét cá tính, sự sắc cạnh, gai góc, thô ráp nam tính, không thể hiện chút nào về chiều sâu tâm lý, không mang lại sự đam mê, khát khao, sự khó đoán và cảm giác an toàn cho phụ nữ. Trong khi đó thì "trai hư" mang lại một sự sinh động, cá tính, lột tả chân thực và một cảm giác được sống thực, dù lệch lạc, nhưng nó có vẻ chân thực hơn một người đàn ông "tốt tính" vốn đơn thuần chỉ sống với "mặt nạ" tốt đẹp mà chối bỏ phần còn lại của mình.